# Heteropoda crediton
Heteropoda crediton là một loài nhện trong họ Sparassidae.
Loài này thuộc chi Heteropoda. Heteropoda crediton được Hugh Davies miêu tả năm 1994.